# Antonio Barberini
Antonio Barberini (Roma, 5 de agosto de 1607-Nemi, 3 de agosto de 1671) fue un cardenal católico italiano, arzobispo de Reims, líder militar, patrono de las artes y miembro prominente de la Casa de los Barberini. Como uno de los cardenales nepotes del Papa Urbano VIII e impulsor del reino de Francia, desempeñó un rol importante en varios cónclaves papales del siglo XVII. Junto con sus hermanos el cardenal Francesco Barberini y Taddeo Barberini ejerció una influencia importante en la política, religión, arte y música durante el siglo XVII en Italia. A veces es denominado Antonio el joven o Antonio Barberini iuniore para diferenciarlo de su tío Antonio Marcello Barberini.

## Pontificado de Urbano VIII
Maffeo Barberini tío de Antonio, fue elegido Papa el 6 de agosto de 1623 y se sienta en el trono de Pedro con el nombre de Papa Urbano VIII. Inmediatamente después designa cardenal a su hermano, el otro tío de Antonio, Antonio Marcello Barberini. En la tradición de los cardenales nepotes, Urbano también designa cardenal a su hermano mayor Francesco Barberini. 
Pero el famoso nepotismo de Urbano no estaba completo con la designación de un cardenal nepote. Poco después de haber cumplido 20 años de edad y sin tener ninguna carrera eclesiástica, Antonio Barberini fue designado cardenal el 30 de agosto de 1627. Su designación fue realizada in pectore y fue publicada el 7 de febrero de 1628. Urbano también compró la comuna del pueblo de Palestrina en las afueras de Roma, y el otro hermano de Antonio, Taddeo Barberini, fue designado Principe de Palestrina.
En 1628, Antonio fue designado Prefecto de la Signatura Apostólica, en 1630 fue designado legado papal en Urbino y en 1633 asume como legado en Aviñón donde desarrolla estrechas relaciones y contactos con varios poderosos de la iglesia en Francia. Durante su permanencia en Francia se enferma y emplea a Joseph Barsalou como su médico particular. Regresa a Roma y en 1638 asume el cargo de Camarlengo de la Iglesia católica. En 1636, contra el deseo de su tío el Papa, acepta el puesto de cardenal coronado protector del Reino de Francia. Se ha estimado que durante los 21 años del pontificado de Urbano, Barberini amasó una fortuna personal superior a los 63 millones de escudos.

### Guerra de Castro
En 1639 Odoardo Farnese, Duque de Parma y Piacenza, visita Roma. Durante su visita insulta a Antonio y a su hermano Francesco al sugerirle al Papa que los hermanos son demasiado jóvenes para manejar los asuntos del Papa. El Papa Urbano respondió prohibiendo el comercio de granos con las áreas controladas por los Farnese. Cuando los Farnese se vieron imposibilitados de pagar sus deudas el Papa les envió a los recaudadores de deudas. Finalmente el Papa envió tropas para que ocuparan Castro. Las fuerzas del Papa (12,000 hombres de infantería y 3,000 de caballería) estaban al mando de Antonio, su hermano Taddeo y el comandante de campo mercenario Luigi Mattei. 
Castro se rinde ante las tropas de Urbano sin ofrecer una resistencia significativa y la victoria es celebrada en una canción de Marco Marazzoli, compositor a sueldo de la familia Barberini. Pero la victoria es de corta duración y posteriormente Antonio y sus tropas sufren una serie de derrotas decisivas y el propio Antonio estuvo a punto de ser capturado. El Papa Urbano es obligado a aceptar la derrota y firmar un tratado de paz con los duques Farnese en un intento de evitar que dirigieran sus tropas hacia Roma. Cuando Urbano fallece, la Iglesia enfrentaba problemas financieros, los cardenales estaban divididos entre Francia y España y los Farnese se estaban desplazando hacia Roma con un ejército mercenario.

## Pontificado de Inocencio X

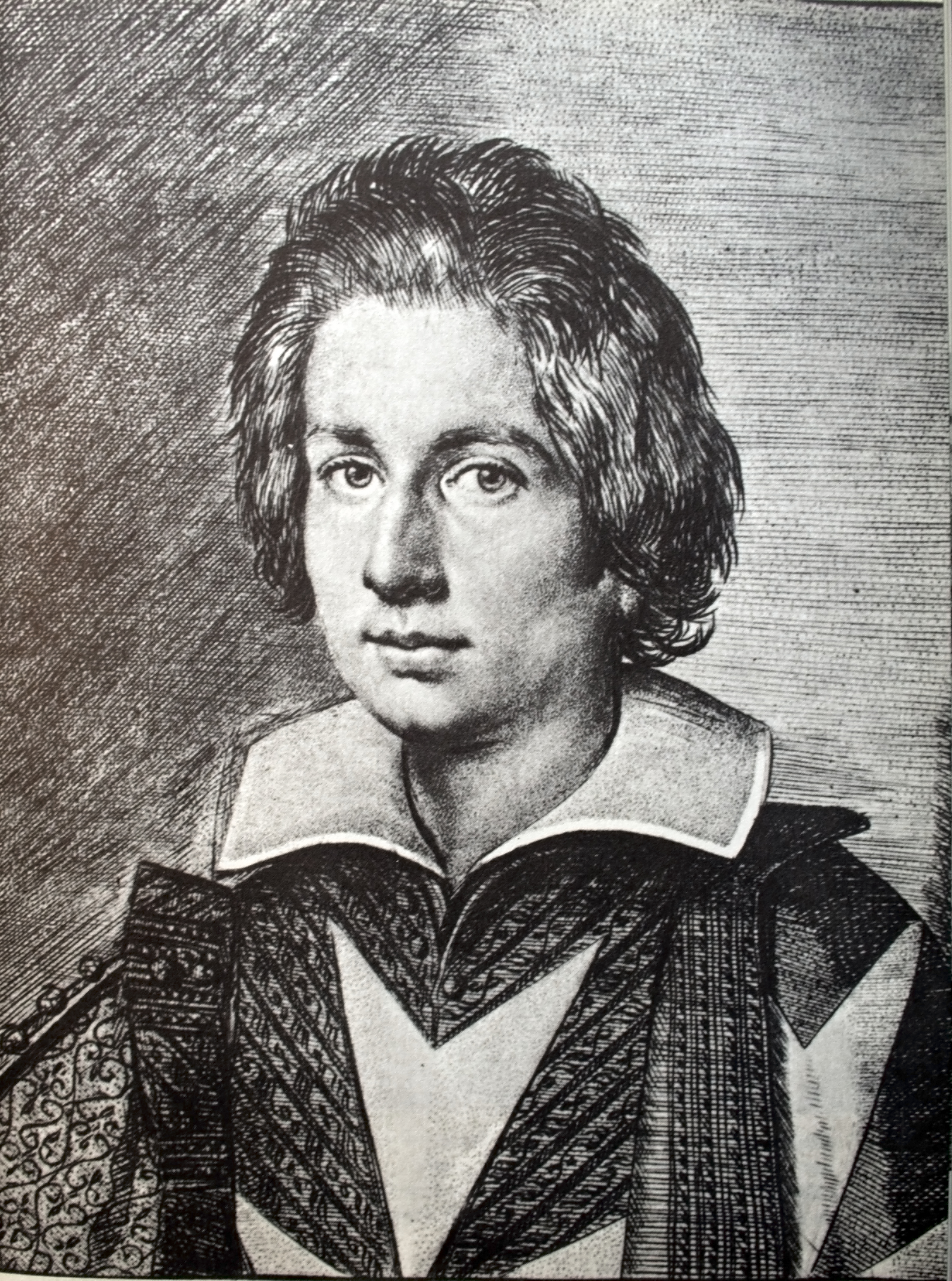
Antonio Barberini en 1625.

Antonio había desarrollado una estrecha relación con el cardenal Mazarino y se le había otorgado responsabilidad sobre el contingente francés en el Colegio de Cardenales y por la nominación de Giulio Cesare Sacchetti en el cónclave papal de 1644, que debía elegir al sucesor de su tío. Pero sus esfuerzos fueron en vano y el candidato de los españoles, Giovanni Battista Pamphili (de la poderosa familia Pamphili), fue elegido con el nombre de Papa Inocencio X.
Francesco el hermano de Antonio se había aliado con los españoles y dividido el cónclave. Francesco encabezó las negociaciones que resultaron en la elección de Pamphili. El acuerdo final que selló el resultado de la elección en favor de Pamphili incluía un acuerdo diseñado por los hermanos en su propio beneficio, que establecía que el nuevo Papa permitiría que los Barberini mantuvieran sus títulos, tierras y fortunas que habían amasado durante el reinado del Papa Urbano VIII. Mazarin se enojó tanto a causa de la actitud de Antonio que le quitó el protectorado del Reino de Francia. Sin embargo, el conflicto fue breve y ambos cardenales se reconciliaron al cabo de poco tiempo.

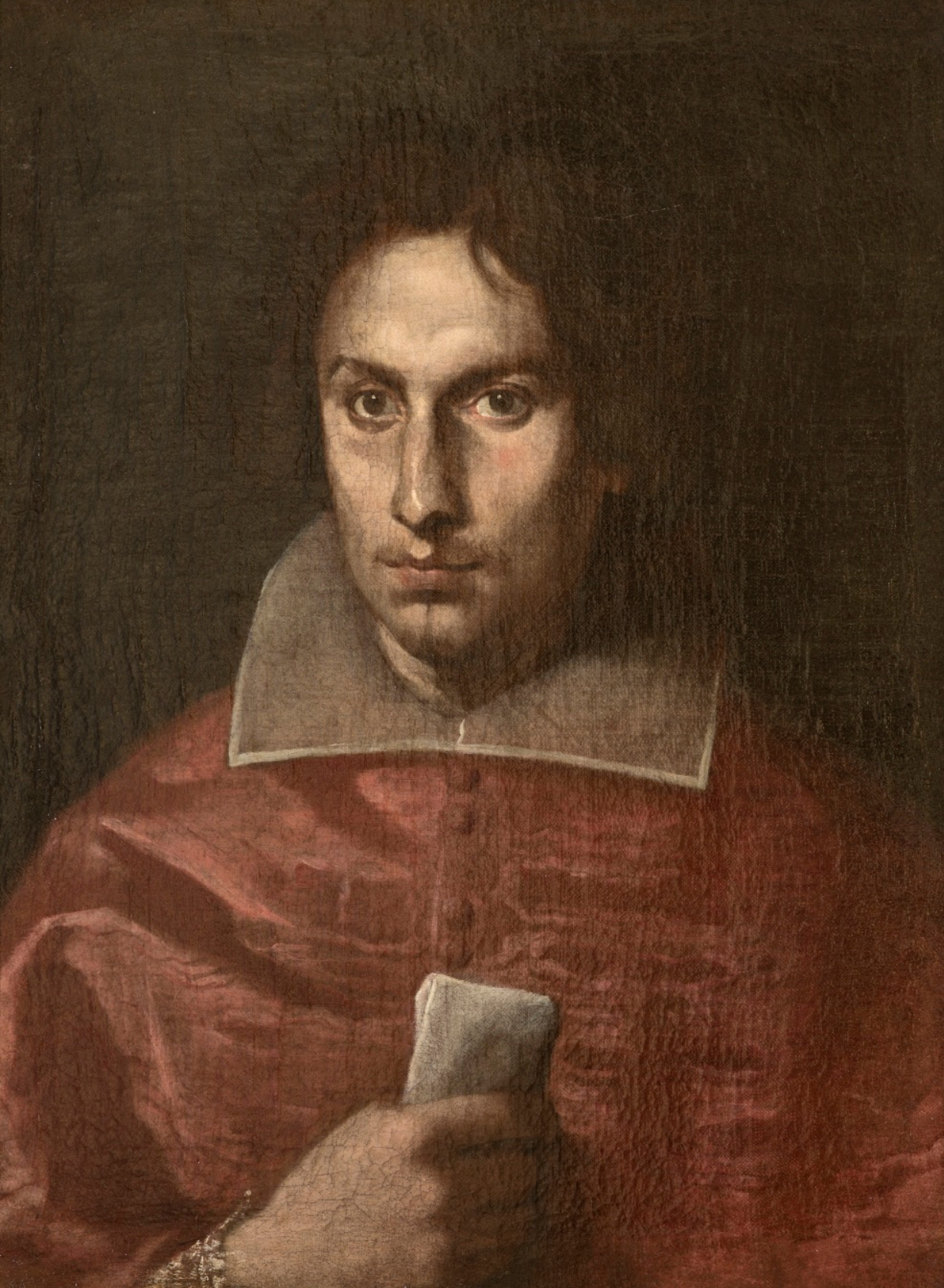
Retrato de Antonio Barberini poco tiempo después de ser designado cardenal por su tío el Papa Urbano VIII. Simone Cantarini c. 1630.

Por razones que se desconocen el Papa Inocencio X no acató el acuerdo y Antonio y su hermano Taddeo fueron acusados de abusos financieros durante la Guerra de Castro. Los dos se fueron en 1645 al exilio a París bajo la protección del cardenal Mazarin, un año después se les unió Francesco. Antes de partir de Roma, Antonio hizo que sobre su puerta se colocara el símbolo del Rey de Francia a modo de advertencia a sus rivales políticos en el sentido que ahora estaba bajo la protección del Reino de Francia.
Anna Colonna esposa de Taddeo Barberini, realizó un pedido apasionado en persona al Papa, como consecuencia del mismo a los Barberini se les concedió el permiso para mantener sus propiedades pero la familia permaneció en el exilio hasta 1647. La familia se reconcilió con el Papa en 1653 cuando el sobrino de Antonio (hijo de Taddeo) llamado Maffeo Barberini contrajo matrimonio con Olimpia Giustiniani una sobrina-nieta del Papa. En parte la reconciliación, fue obra del cardenal Mazarin y Antonio mostró su agradecimiento realizando una misa celebratoria en la iglesia de San Luigi dei Francesi (La iglesia de San Luis de los Franceses).

## Pontificado de Alejandro VII
Al fallecer Inocencio X en 1655, nuevamente Antonio Barberini juega un rol destacado en el Colegio de Cardenales y el cónclave. Antonio y los franceses nominan a Giulio Cesare Sacchetti, pero fue vetado por los españoles. El Colegio finalmente se puso de acuerdo para apoyar a Fabio Chigi, quien es elegido y asume como el Papa Alejandro VII.
Posteriormente ese año Antonio fue ordenado cardenal-obispo de Frascati. Para esa época cambia su estilo de vida disoluto, y se dedica a la religión involucrándose en la campaña contra el jansenismo.
El rey Luis XIV de Francia lo había nominado con anterioridad (en 1653) como Obispo de Poitiers, pero la nominación nunca fue ratificada por la Santa Sede. Cuatro años más tarde, en 1657 el Rey lo lleva a Francia y lo transfiere a la Arquidiócesis de Reims, pero fue necesario que transcurriera una década para que el Papa lo confirmara en dicho cargo. Durante muchos años fue el limosnero mayor del Reino de Francia.
En 1661 fue designado cardenal-obispo de Palestrina, la diócesis que abarcaba la comuna de Palestrina de la familia Barberini.
Al morir con 63 años, su cuerpo fue expuesto y luego enterrado en la iglesia de San Lorenzo cerca de Palestrina. Según su testamento, posteriormente su hermano cardenal trasladó posteriormente sus restos a la iglesia de su familia dedicada a Santa Rosalía.